# Pasmo Zelejowskie
Pasmo Zelejowskie – pasmo Gór Świętokrzyskich, położone na północny zachód od Chęcin. Od południa ograniczone Doliną Chęcińską oddzielającą je od Pasma Chęcińskiego.
Na wchodzącej w skład pasma Górze Zelejowej wydobywane były marmury, uznawane za jedne z najcenniejszych w Górach Świętokrzyskich. Obecnie dawny kamieniołom wchodzi w skład rezerwatu przyrody Góra Zelejowa. Nieco dalej na zachód leży rezerwat przyrody Góra Żakowa.

## Główne szczyty
- Zelejowa (372 m n.p.m.)
- Wsiowa (367 m n.p.m.)
- Żakowa (352 m n.p.m.)